# Prescottia carnosa
Prescottia carnosa är en orkidéart som beskrevs av Charles Schweinfurth. Prescottia carnosa ingår i släktet Prescottia och familjen orkidéer. Inga underarter finns listade i Catalogue of Life.